# Leomelicharia delicatissima
Leomelicharia delicatissima är en insektsart som beskrevs av Frederick Arthur Godfrey Muir 1917. Leomelicharia delicatissima ingår i släktet Leomelicharia och familjen Derbidae. Inga underarter finns listade i Catalogue of Life.